# John Guildesborough
Sir John Guildesborough, dont le nom est également orthographié Gildesburgh, né vers 1331 et mort vers début octobre 1389, est un soldat et parlementaire anglais.

## Biographie
Ses origines sont incertaines. Scolarisé à Oxford, il s'engage comme soldat durant la guerre de Cent Ans. Il participe à la campagne en France qui aboutit à la bataille de Crécy en 1346. Il devient écuyer pour le second baron Bartholomew de Burghersh, et obtient le droit de cultiver des terres près de Brimpton. Il prend part à nouveau aux combats en France de 1355 à 1357, et participe notamment à la bataille de Poitiers. Il s'y lie d'amitié avec Sir John Berners, qui, de retour en Angleterre, lui octroie le manoir de Berners à Berwick, dans l'Essex. Il épouse Margery Garnet, ce qui accroît de manière significative son domaine foncier dans ce même comté.
Il est fait chevalier en août 1378 durant sa participation à la guerre en Bretagne, au service de Thomas de Woodstock, comte de Buckingham. En janvier 1380, il est élu pour la première fois knight of the shire (député) de l'Essex à la Chambre des communes du Parlement d'Angleterre. Bien que tout nouveau député, il est choisi par ses pairs pour présider la Chambre. Sous sa présidence, la Chambre des communes établit une commission d'investigation de l'état des affaires de la cour, et il est lui-même membre de cette commission. Réélu député en novembre de la même année, il préside à nouveau la Chambre, et demande au gouvernement de clarifier ses besoins pour le financement de la guerre en Bretagne. Pour ce financement, la Chambre introduit un impôt par tête, qui aboutit à la Révolte des paysans en 1381. Dépêché à Brentwood en juin pour y ramener l'ordre, il est attaqué, et contraint de fuir à Londres, abandonnant ses divers manoirs qui sont pillés par les rebelles.
Il est réélu député en 1383, 1385 puis enfin 1388. Ce dernier parlement est surnommé le « Parlement impitoyable », car un groupe de nobles (les Lords Appellant) se sont saisis du gouvernement et usent du Parlement pour faire exécuter plusieurs proches du roi Richard II. John Guildesborough meurt l'année suivante, de mort naturelle.